# Gefecht bei Rhadern
Hastenbeck – Krefeld – Sandershausen – Mehr – Lutterberg 1758 – Bergen – Minden – Gohfeld – Fulda – Korbach – Emsdorf – Warburg – Rhadern – Kloster Kampen – Langensalza – Saalfeld – Vellinghausen – Arnsberg – Wilhelmsthal – Lutterberg 1762 – Brücker Mühle
Das Gefecht bei Rhadern war eine Episode des Siebenjährigen Krieges. Es fand am 13. September 1760 westlich und südwestlich des hessischen Dorfes Rhadern statt. Französischer Befehlshaber war der Lieutenant général des armées Comte de Stainville, die Alliierten wurden von dem kurhannoverschen Oberst von Fersen und dem preußische Major August Christian von Bülow kommandiert. Es endete mit einem Sieg der Franzosen.

## Vorgeschichte
Während sich der preußische König Friedrich II. bemühte, die Österreicher und Russen an seinen östlichen Grenzen zurückzuschlagen, ergriffen die Franzosen erneut die Initiative zur Eroberung des Kurfürstentums Hannover, dessen Herrscher gleichzeitig der König von England war. Es war dies ein Versuch, die Niederlagen in Kanada und in Indien auszugleichen.
Am 12. September 1760 erfuhr der französische Oberkommandierende, der Maréchal de Broglie, von der Zusammenziehung feindlicher Kräfte bei Marburg und begab sich mit seinem Korps nach Marienhagen. Am 13. September stieß die Abteilung des Comte de Stainville beim Marsch in Richtung Frankenberg zwischen Rhadern und Münden (Lichtenfels) auf eine alliierte, preußisch-hannoverische Armeeabteilung, teilweise aus der Légion Britannique bestehend.

## Beteiligte Kräfte
Das Détachement des Comte de Stainville bestand aus dem Régiment d’Auvergne und dem Régiment de Bouillon sowie der Brigade des Comte de Scey mit dem Régiment du Roi dragons und dem Régiment de La Ferronnaye dragons. Weiterhin stand Louis Drummond, comte de Melfort, an der Spitze einer Kavalleriebrigade mit dem Régiment Royal-Pologne cavalerie, dem Régiment de Poly cavalerie und dem Régiment de Toustain cavalerie.
Die preußisch-hannoverschen Truppen wurden befehligt von Oberst Graf von Fersen. Ihm zur Seite stand der Major August Christian von Bülow, der auch Kommandeur der beteiligten Légion Britannique war.

## Das Gefecht
Die beiden Gegner waren zunächst durch die Wilde Aar, die in die Orke mündet, voneinander getrennt. Die Alliierten standen dabei am Vorderhang eines Hügels.
Zu Beginn blieb das französische „Régiment d’Auvergne“ an Ort und Stelle, während das „Régiment de Bouillon“ zwei Bataillone zur Besetzung der Burg Lichtenfels abstellte, um so die linke Flanke zu decken. Nach der Besetzung der Ausgangspositionen gab der Comte de Stainville um 10:00 Uhr den Befehl zum Angriff. Die Jäger des „Régiment d’Auvergne“ überquerten den Bach und die kleine Schlucht, die die beiden Parteien trennte, und griffen mit dem Bajonett die feindlichen Stellungen am Hang an. Gleichzeitig attackierten die Dragoner der Regimenter „du Roi“ und „de La Ferronaye“ unter dem Comte de Scey und die schwere Kavallerie von „Royal Pologne“, aus einer anderen Richtung kommend, den Hügel und schlugen die dort befindliche Kavallerie der Alliierten zurück. Dabei wurde Oberst Graf Fersen getötet.
Die Grenadiere und Jäger des Regiments „d’Auvergne“, kommandiert vom Marquis de Rochambeau, verfolgten anschließend die weichenden Preußen und Hannoveraner, wobei sie vom „Régiment Royal Pologne cavalerie“ unterstützt wurden. Der Kampf ging weiter, die eingesetzten acht Schwadronen der französischen Kavallerie zwangen den Gegner, die Höhe zu verlassen und dabei drei Kanonen aufzugeben. Die Verbündeten zogen sich in Richtung Münden zurück, um dort einen anderen Hügel zu besetzen. Bei dieser Aktion mussten weitere drei Kanonen zurückgelassen werden.
Die französische Artillerie unterhielt heftiges Feuer, während die Infanterie, die von den Dragonern begleitet wurde, den zurückweichenden Feind in schwierigem Gelände, das von Hügeln, Gräben und kleinen Schluchten geprägt war, weiter verfolgte. Dabei wurden im Wald noch zwei zurückgelassene Kanonen vorgefunden.

## Auswirkungen
Die Franzosen erbeuteten acht Kanonen mit allem Zubehör, 40 Munitionskarren sowie 1.200 Kavallerie- und Zugpferde.
Die Hannoveraner mussten den Tod ihres Kommandeurs, des Obersten Graf von Fersen, beklagen; Major von Bülow geriet schwer verwundet in Gefangenschaft und verstarb einige Tage später.
Stainville zog aus der Aktion keinen entscheidenden Vorteil und musste einen Winterfeldzug gegen die Preußisch-Hannoveraner Truppen durchführen, was zur Niederlage im Gefecht bei Langensalza im Februar 1761 führte.